# アサンブレ・ナシオナル駅
アサンブレ・ナシオナル駅（アサンブレ・ナシオナルえき、仏 : Assemblée nationale＝国民議会）は、フランスのパリ地下鉄12号線の駅である。1910年に開業してから1981年まではシャンブル・デ・デピュテ(Chambre des députés＝下院)という駅名だったが、より第五共和制での名称に即した名前に改名された。

## 駅周辺
- 国民議会（ブルボン宮殿）
- レオポール・セダール・サンゴール橋

## 隣の駅
パリメトロ
■12号線
コンコルド駅（Concorde） - アサンブレ・ナシオナル駅 - ソルフェリーノ駅（Solférino）

## 位置情報
北緯48度51分38.30秒 東経2度19分15.98秒 / 北緯48.8606389度 東経2.3211056度